# Cimarroni

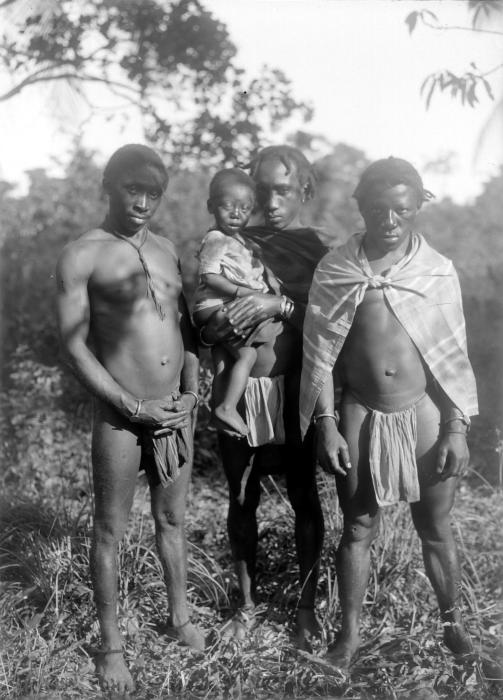
Cimarroni del Suriname - foto databile ai primi anni venti del XX secolo.

Cimarroni (dallo spagnolo d'America cimarrones) era il termine con cui, nelle colonie americane dell'impero spagnolo, s'indicavano gli schiavi africani fuggiaschi datisi "alla macchia". L'espressione anglofona è maroon, di cui è evidente l'analogia etimologica, seppur probabilmente mediata attraverso il francese marron.
I cimarroni si organizzarono in comunità indipendenti che spesso rimasero in conflitto "aperto" con gli schiavisti, razziando le piantagioni ed eseguendo spedizioni allo scopo di liberare altri schiavi. Molte comunità di cimarroni furono spazzate via proprio per questo motivo, mentre altre lo furono nel XIX-XX secolo in seguito al disboscamento delle foreste. Alcune comunità sono tuttavia sopravvissute.
Comunità del genere si trovano in Nord, Centro, e Sudamerica, dal bacino del Rio delle Amazzoni alla Carolina del Nord. In Guyana e Suriname (dove i cimarroni sono anche noti come "Djukas" o "negri dei boschi"), grandi comunità di cimarroni vivono ancora nelle foreste o si sono spostate verso le città, mantenendo comunque in qualche misura la loro identità culturale. La più grande comunità cimarroni del Nordamerica è quella dei Seminole Neri in Florida, nata dall'alleanza dei cimarroni con la tribù dei Seminole.

## Etimologia
Nella variante americana della lingua spagnola il vocabolo cimarrón indica genericamente qualsiasi animale importato dai colonizzatori nelle Americhe/Antille si sia dato alla macchia (cimarra significa appunto "boscaglia"): cani (tale è il caso del cimarrón uruguayo, cane rinselvatichitosi in Uruguay), buoi, cavalli, ecc.

Il termine passò poi (1540) a indicare anche la "carne umana" di proprietà dei conquistadores fuggita nell'entroterra per riscattare la propria libertà. Il vocabolo cimarrones veniva spesso abbreviato in marrones, da cui maroon in lingua inglese.
Il vocabolo "cimarroni", adattato direttamente dall'originale spagnolo, appare nella lingua italiana sin dal XVII secolo per tramite delle relazioni dei missionari cattolici nelle Americhe. D'uso ancora abbastanza comune nel XIX secolo, è oggi considerato vocabolo raro ma non antico.

## Storia

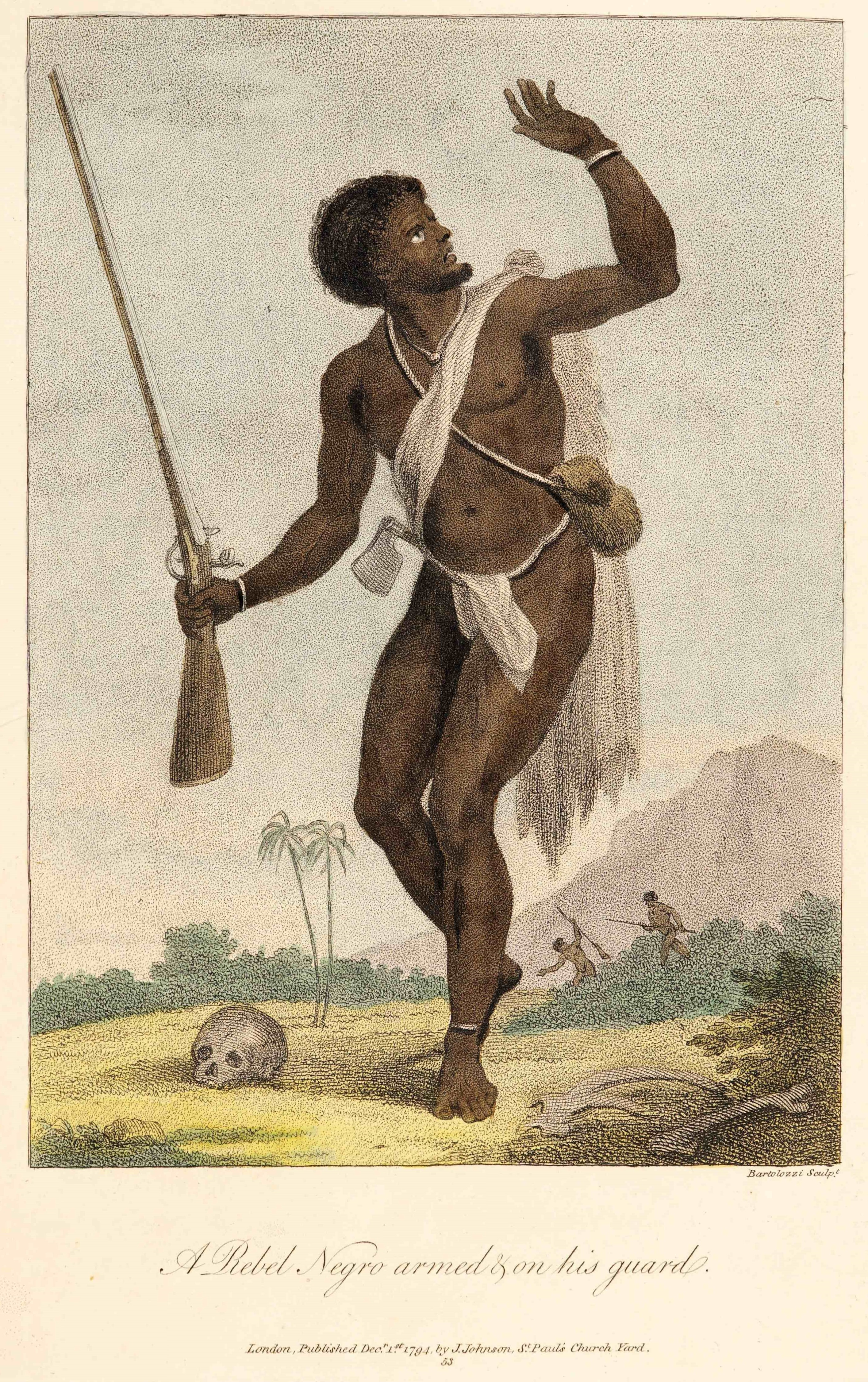
Cimarrone in fuga - disegno del XVIII secolo.

La colonizzazione spagnola delle Americhe utilizzò fin dal principio manodopera servile. Non si trattava però delle masse di uomini e donne cui si ricorse nella seconda metà del XVII secolo nelle grandi piantagioni di canna da zucchero. Per parte loro gli schiavi africani hanno subito cercato di sfuggire al loro destino, non tanto con la rivolta quanto con la fuga e la conseguente pratica del banditismo, organizzandosi in comunità clandestine.
I cimarrones assursero a fenomeno sociale nelle colonie intorno al 1540, quando il vocabolo assunse il suo significato. Un ventennio dopo, le comunità di schiavi fuggiaschi dovevano essere ormai divenute un problema, quanto meno a Cuba, se gli spagnoli iniziarono a selezionarvi una razza canina ad hoc con il compito di stanare i cimarroni: il dogo cubano.
L'effettiva pericolosità dei marrones nella gestione delle Antille divenne evidente nel 1571 quando, durante la sua celebre spedizione contro Nombre de Dios, il corsaro Francis Drake venne appunto supportato dagli schiavi africani fuggiaschi, decisi a vendicarsi degli odiati padroni spagnoli, durante l'attraversamento delle foreste antillesi.
Il numero di cimarroni s'intensificò intorno alla metà del Seicento per due motivi:
1. il 22 aprile 1639 una bolla di Papa Urbano VIII proibì formalmente la schiavitù in America latina. Filippo IV di Spagna accondiscese ai dettami di Roma proibendo lo schiavismo degli indios della Nuova Spagna ma permise di continuare la tratta dei neri. Sempre più schiavi africani cominciarono perciò ad abbandonare i latifondi per rifugiarsi tra le montagne o nelle fitte foreste alla ricerca della libertà negata dalle autorità;
2. tra il 1650 ed il 1660, il crollo del prezzo degli schiavi africani al banco della Barbada favorì il definitivo passaggio delle piantagioni antillesi dal salariato allo schiavismo[8].

Nel rapido volgere di un decennio, il numero di schiavi africani nelle Antille crebbe vertiginosamente con conseguente aumento delle fughe.
In Messico, le regioni montagnose di Veracruz iniziarono a riempirsi di cimarroni dopo la grande rivolta del 1570 capitanata da Gaspar Yanga, principe e generale rapito in Ghana.
In Brasile s'intensificò il fenomeno dei quilombo, comunità di schiavi fuggiaschi rifugiatisi nella foresta pluviale, in particolare negli attuali stati dell'Amazonas, Bahia, Goiás, Mato Grosso, Minas Gerais, Pará, Rio de Janeiro e San Paolo. Il più famoso, il Quilombo di Palmares, divenne un vero e proprio stato, occupante una vasta area nella zona nordorientale del Brasile, tra gli odierni stati dell'Alagoas e Pernambuco, arrivando a contare 30 000 abitanti. Era un regno retto da un sovrano di nome Zumbi che resistette per quasi un secolo come nazione indipendente, per essere poi cancellato da un esercito europeo alleato composto di portoghesi, olandesi, inglesi e altri.
In Giamaica, i cimarroni si unirono agli indios arawak e miskito, combattendo poi contro la schiavitù e per l'indipendenza dell'isola dalla Gran Bretagna. L'unico eroe nazionale giamaicano donna, Granny Nanny, era il leader dei cimarroni giamaicani nel XVIII secolo, ed ebbe un ruolo fondamentale nella prima guerra dei cimarroni nel 1731.

Anche nel sud della Florida i cimarroni si unirono agli indios locali, i Seminole, dando origine ai Seminole Neri (ing. Black Seminole) ma si trattò di un insediamento "programmato". Gli spagnoli incoraggiarono l'insediamento degli africani fuggiaschi nelle paludi affinché affiancassero/soppiantassero l'elemento indios, onde porre un freno all'espansione verso sud degli Stati Uniti d'America. Sin dal 1689, gli schiavi africani erano fuggiti dalla Carolina del Sud in Florida in cerca di libertà. Gli spagnoli li rilocalizzarono nelle loro terre dando così origine all'etnia Gullah. Nel 1693, Carlo II di Spagna garantì ai cimarroni la libertà in cambio di un servizio di milizia in supporto ai coloni spagnoli di St. Augustine (Florida). Nel 1738, quei medesimi cimarroni ottennero la libertà di costituire una propria comunità a Gracia Real de Santa Teresa de Mosé, la prima libera comunità di afro-americani sul territorio degli attuali USA.
Nel Suriname nel 1762 il governo coloniale olandese dovette firmare il trattato di pace alla maniera africana bevendo il proprio sangue, riconoscendo l'autonomia di sei gruppi di cimarroni: Saramaccani e Ndyuka.

## Cultura
Molti degli schiavi che fuggivano erano appena giunti dall'Africa, conseguentemente, le comunità che da essi discendono hanno conservato molti tratti culturali del paese d'origine dei loro fondatori: l'uso di erbe medicinali, pratiche magiche e religiose, giochi (per esempio mancala, vedi l'Adji-boto) e la stessa lingua. Spesso, soprattutto nella zona dei Caraibi, gli schiavi si univano alle comunità tribali locali amerindiane, dando luogo a commistioni etniche e culturali uniche. Le caratteristiche delle comunità cimarrone sono quindi estremamente variabili a seconda della loro storia, della geografia dei luoghi in cui si sono insediate, della nazionalità originaria degli schiavi che le fondarono, e della cultura degli indigeni locali.
La nascita di comunità cimarrone è spesso coincisa con la nascita di nuove lingue. In particolare, molti cimarroni parlano lingue creole derivate da lingue europee e africane. Esempio importante in questo senso è il saramaccano, parlato dai Saramaccani del Suriname.

### Fonti
- Garzia, Francesco (1686), Istoria della conuersione alla nostra santa fede dell'Isole Mariane, dette de' Ladroni nella Vita, Predicatione, e morte gloriosa per Christo del venerabile Padre Diego Lvigi di Sanvitores..., Napoli, per Camillo Cavallo e Michele Luigi Mutij .

### Studi
- Butel, Paul (1983), I pirati dei Caraibi : le favolose gesta della filibusta nei mari dell'America Centrale, Milano, Mondadori.
- Campbell, Mavis Christine (1988), The Maroons of Jamaica, 1655–1796 : a history of resistance, collaboration & betrayal, Granby, Bergin & Garvey, ISBN 0-89789-148-1.
- Dallas, R.C. (1803), The History of the Maroons, from Their Origin to the Establishment of Their Chief Tribe at Sierra Leone, Londra, Longman.
- Honychurch, Lennox (1995), The Dominica Story, Londra, Macmillan, ISBN 0-333-62776-8.
- Learning, Hugo Prosper (1995), Hidden Americans : Maroons of Virginia, New York, Carolinas Garland Publishing, ISBN 0-8153-1543-0.
- Price, Richard [a cura di] (1973), Maroon Societies : rebel slave communities in the Americas, Garden City (NY), Anchor Books, ISBN 0-385-06508-6.
- Thompson, Alvin O. (2006), Flight to Freedom : African runaways and maroons, Kingston, Americas University of West Indies Press, ISBN 976-640-180-2.